# Gołąbek brzoskwiniowy
Gołąbek brzoskwiniowy (Russula persicina Krombh.) – gatunek niejadalnego grzyba z rodziny gołąbkowatych (Russulaceae).

## Systematyka i nazewnictwo
Pozycja w klasyfikacji według Index Fungorum: Russula, Russulaceae, Russulales, Incertae sedis, Agaricomycetes, Agaricomycotina, Basidiomycota, Fungi.
Synonimy:
- Russula intactior (Jul. Schäff.) Jul. Schäff. 1939
- Russula luteotacta subsp. intactior Jul. Schäff. 1939
- Russula persicina var. intactior (Jul. Schäff.) Kühner & Romagn. 1953
- Russula persicina var. intactior (Jul. Schäff.) Bon 1983
- Russula rubicunda Quél. 1895

Polską nazwę podała Alina Skirgiełło w 1991 r.

## Morfologia
Kapelusz
Początkowo półkulisty, potem trochę dzwonkowaty do płaskiego z długo podwiniętym brzegiem, purpurowokrwisty, o prawie czarnym środku, niekiedy z żółtawymi plamami, matowy i szorstki. Do 12 cm średnicy.
Blaszki
Młode – jasnokremowe, potem żółtawe; gęste.
Trzon
Biały, delikatnie zabarwiony na czerwono, z żółtymi plamami (zwłaszcza u podstawy), cylindryczny lub nieco rozszerzony u dołu.
Miąższ
Biały, dosyć jędrny; bardzo ostry w smaku, jednak o łagodnym zapachu. Pod wpływem FeSo4 zmienia barwę na jasnoróżową, w NaOH szybko na brudnawożółtą.
Cechy morfologiczne
Wysyp zarodników jasny, kremowy. Bazydiospory 6–9 × 5–7,5 µm, o kształcie od kulistego do elipsoidalnego lub jajowatego i powierzchni brodawkowato-kolczastej z bardzo nielicznymi łącznikami i zwykle wyraźną łysinką. Podstawki 40–60 × 7–12,7 µm. Cystydy liczne, 50–130 × 7–15 µm, w sulfowanilinie ciemniejące. Liczne przewody mleczne.
Gatunki podobne
Gołąbek czerwononogi (Russula rhodopoda) różni się silnie błyszczącym kapeluszem, trzonem czerwonawym jedynie u podstawy i słabym zapachem owocowym. Mylony również z trującym gołąbkiem czerwonofioletowym (Russula sardonia).

## Występowanie i siedlisko
Występuje głównie w Europie, poza nią notowany tylko w stanie Michigan w USA. Bardzo rzadki w Polsce. Znajduje się na listach gatunków zagrożonych w Danii, Niemczech, Anglii, Finlandii.
Rośnie na ziemi w lasach, głównie w buczynach oraz lasach mieszanych pod bukami, czasami także pod świerkami.